# 今野息吹
今野 息吹（こんの いぶき、2001年5月10日 - ）は、東京都新宿区出身のプロサッカー選手。Jリーグ・愛媛FC所属。ポジションはディフェンダー。

## 来歴

### プロ入り前
幼少期に新宿FCでプレー。小中高と三菱養和SCに所属し、法政大学に進学。
2022年8月22日に、2024年よりJリーグ・ガンバ大阪に加入内定が発表された。
2023年2月28日に特別指定選手に承認。

### ガンバ大阪
2024年より、ガンバ大阪に加入。しかし加入後は公式戦で出場機会は与えられなかった。7月25日に行われたラ・リーガに所属するレアル・ソシエダとの親善試合にはベンチ入りし62分から途中出場。

### 愛媛FC
2024年8月15日、愛媛FCに育成型期限付き移籍。同月21日、天皇杯ラウンド16の広島戦でスタメン出場し公式戦デビューを飾る。9月21日、J2第32節のモンテディオ山形戦でスタメンフル出場し、Jリーグデビューを飾ると翌週29日、J2第33節のジェフユナイテッド千葉戦でJリーグ初得点を記録。

## 所属クラブ
- 新宿FC
- 三菱養和SC巣鴨ジュニア
- 三菱養和SC巣鴨Jrユース
- 三菱養和SCユース
- 2020年 - 2023年 法政大学
  - 2023年2月 - 同年12月  ガンバ大阪（特別指定選手）
- 2024年 -  ガンバ大阪
  - 2024年8月 -  愛媛FC（育成型期限付き移籍）

## 個人成績
| 国内大会個人成績 | 国内大会個人成績 | 国内大会個人成績 | 国内大会個人成績 | 国内大会個人成績 | 国内大会個人成績 | 国内大会個人成績 | 国内大会個人成績 | 国内大会個人成績 | 国内大会個人成績 | 国内大会個人成績 | 国内大会個人成績 |
| 年度             | クラブ           | 背番号           | リーグ           | リーグ戦         | リーグ戦         | リーグ杯         | リーグ杯         | オープン杯       | オープン杯       | 期間通算         | 期間通算         |
| 年度             | クラブ           | 背番号           | リーグ           | 出場             | 得点             | 出場             | 得点             | 出場             | 得点             | 出場             | 得点             |
| 日本             | 日本             | 日本             | 日本             | リーグ戦         | リーグ戦         | リーグ杯         | リーグ杯         | 天皇杯           | 天皇杯           | 期間通算         | 期間通算         |
| ---------------- | ---------------- | ---------------- | ---------------- | ---------------- | ---------------- | ---------------- | ---------------- | ---------------- | ---------------- | ---------------- | ---------------- |
| 2024             | G大阪            | 19               | J1               | 0                | 0                | 0                | 0                | 0                | 0                | 0                | 0                |
| 2024             | 愛媛             | 2                | J2               | 4                | 1                | -                | -                | 1                | 0                | 5                | 1                |
| 2025             | 愛媛             | 2                | J2               |                  |                  |                  |                  |                  |                  |                  |                  |
| 通算             | 日本             | 日本             | J1               | 0                | 0                | 0                | 0                | 0                | 0                | 0                | 0                |
| 通算             | 日本             | 日本             | J2               | 4                | 1                | -                | -                | 1                | 0                | 5                | 1                |
| 総通算           | 総通算           | 総通算           | 総通算           | 4                | 1                | 0                | 0                | 1                | 0                | 5                | 0                |

2023年 特別指定選手としての出場は無し
- 公式戦初出場 - 2024年8月21日 天皇杯ラウンド16 vsサンフレッチェ広島（ニンジニアスタジアム）
- Jリーグ初出場 - 2024年9月21日 J2第32節 vsモンテディオ山形（ニンジニアスタジアム）
- Jリーグ初得点 - 2024年9月29日 J2第33節 vsジェフユナイテッド千葉（ニンジニアスタジアム）

## タイトル

### クラブ
法政大学
- 総理大臣杯全日本大学サッカートーナメント：1回（2021年）

## 代表歴
- U-22日本代表
  - アジア競技大会（2023年）